# 帽子 (衣体)
帽子（もうす）は、僧尼が防寒用として用いる襟巻き。まれに頭に被ることもある。
幅広で長い長方形の生地を半分に折り込んで、生地の端を縫い合わせたもの。主に輪（リング）型、輪型にスリットがあるもの、長方形（マフラー）型の3種類がある。
各宗派で名称や仕様が異なり、護襟（ごきん）や衿巻（えりまき）とも呼ばれる。
白色で、塩瀬羽二重または羽二重が基本であるが、白色以外のものや化学繊維の製品もある。白羽二重の帽子は、さほど高価でもないので、ある程度、使用すると薄汚れて来るので、使い捨てにすることが多い。それでも、より安価な化学繊維のものが好まれる傾向にある。
宗派により、衣体（僧尼が法会で着用する法衣、念珠や履き物などの持ち物。日常で用いる法衣は除外）について細かく規定がされており、法会では帽子の着用を義務付けている宗派もある。

## 宗派
- 真言宗
  - 嵯峨天皇が、厳寒期に、自ら着用している「衣の袖」を取り外し、防寒用の「襟巻き」として、空海へ下賜したことを起源とするという。[1]その由来からすれば、本来は、帽子の型は輪型であり、輪型を用いる僧尼もあるが、半帽子（マフラー型）が多い。防寒用であるため、真言宗各宗派では、着用時期に決まりがあるが、高野山内で住居する僧尼は衣体に限り「年中着用」をしている場合がある。また、防寒用であるため、秋期～冬期にかけて、高野山内、山外の僧尼は法会以外の日常で使うことも多い。
- 天台宗
- 日蓮宗
- 浄土宗
- 曹洞宗